# US Savoia 1908
Oplonti Pro Savoia – włoski klub piłkarski, mający swoją siedzibę w mieście Torre Annunziata, na południu kraju.

## Historia
Chronologia nazw:
- 1908: Unione Sportiva Savoia
- 1928: klub rozwiązano z powodu bankructwa
- 1928: Savoia – po fuzji A.C. Torrese i U.S. Pro Italia
- 1930: Fascio Sportivo Savoia
- 1936: Associazione Calcio Torre Annunziata
- 1937: Spolettificio Torre Annunziata
- 1938: Unione Sportiva Savoia
- 1944: Associazione Calcio Torrese
- 1945: Ilva Torrese
- 1946: Unione Sportiva Torrese
- 1955: Unione Sportiva Savoia
- 1963: Associazione Polisportiva Savoia
- 1970: Associazione Polisportiva Savoia 1908
- 1978: Associazione Calcio Savoia 1908
- 2001: Intersavoia – po dyskwalifikacji z powodu nieprawidłowości finansowych
- 2002: Società Sportiva Savoia
- 2004: Football Club Savoia 1908
- 2010: Associazione Sportiva Dilettantistica Calcio Savoia
- 2011: Associazione Calcio Savoia 1908
- 2015: klub rozwiązano z powodu bankructwa
- 2015: Associazione Sportiva Dilettantistica Oplonti Pro Savoia

Piłkarski klub Unione Sportiva Savoia został założony w Torre Annunziata 21 listopada 1908 roku przez grupę lokalnych przemysłowców młynów i fabryk makaronów. Od 1915 do 1917 klub występował w rozgrywkach lokalnych campionato Campano Terza Categoria. Po przerwie związanej z I wojną światową w sezonie 1919/20 debiutował na drugim szczeblu rozgrywek o mistrzostwo Włoch, zajmując trzecie miejsce w grupie B Promozione Campania. W następnym sezonie przystąpił do rozgrywek Prima Categoria, zajmując trzecią lokatę w grupie A Campano. W 1921 powstał drugi związek piłkarski. C.C.I., w związku z czym mistrzostwa prowadzone osobno dla dwóch federacji. W sezonie 1921/22 startował w Prima Divisione Lega Sud (pod patronatem C.C.I.), zajmując wysokie drugie miejsce w grupie Campano. W 1922 po kompromisie Colombo mistrzostwa obu federacji zostały połączone, w związku z czym klub został zakwalifikowany do Prima Divisione Lega Sud. W sezonie 1922/23 najpierw zwyciężył w grupie Campano, potem był pierwszym w grupie półfinałowej A Interregionali, jednak w finale Lega Sud przegrał w dwumeczu z SS Lazio i nie zakwalifikował się do Finalissima – meczu o mistrzostwo Włoch. W następnym sezonie 1923/24 zmów zwyciężył w grupie Campano, potem był pierwszym w grupie półfinałowej A Interregionali, następnie w finale Lega Sud wygrał po serii trzech meczów z Alba Roma i tym razem zakwalifikował się do Finalissima. Jednak w dwumeczu była lepsza Genoa CFC, a Savoia zdobyła tytuł wicemistrza. W kolejnym sezonie 1924/25 ponownie zwyciężył w grupie Campano, ale potem był tylko trzecim w grupie półfinałowej A Interregionali. Po trzech udanych sezonach niespodziewanie klub zawiesza na rok działalność w sezonie 1925/26.
Po wprowadzeniu najwyższej klasy, zwanej Divisione Nazionale, klub w sezonie 1926/27 rozpoczął występy w III lidze zwanej Seconda Divisione Sud, w której zdobył awans do Prima Divisione. W sezonie 1927/28 był na 7.pozycji w grupie D. Ale potem z przyczyn ekonomicznych został rozwiązany. Dwa pozostałe miejskie kluby A.C. Torrese (założony w 1906) i U.S. Pro Italia (założony w 1913), postanowiły połączyć się i wziąć nazwę Savoia. W sezonie 1929/30 po zajęciu pierwszego miejsca najpierw w grupie B campano, a potem w finale campano Terza Divisione zdobył promocję do Seconda Divisione, ale wkrótce został zakwalifikowany przez Federację do Prima Divisione. W 1930 klub zmienił nazwę na Fascio Sportivo Savoia. Sezon 1930/31 zakończył na 12.miejscu w grupie E Prima Divisione. W kolejnych dwóch sezonach był trzecim w grupie, w 1934 uplasował się na piątej lokacie w grupie H, a w 1935 zajął 7.miejsce w grupie. W sezonie 1935/36 liga zmieniła nazwę na Serie C, w której zajął 9.miejsce w grupie D i spadł do regionalnych rozgrywek Prima Divisione Regionale. W 1936 klub zmienił nazwę na Associazione Calcio Torre Annunziata, w 1937 na Spolettificio Torre Annunziata, a w 1938 na Unione Sportiva Savoia. W 1938 również wrócił do Serie C, zajmując w sezonie 1938/39 drugie miejsce w grupie G. Do 1943 grał w Serie C, a potem wojna przeszkodziła w kontynuowaniu rozgrywek. W 1944 klub występował w Coppa della Liberazione jako Associazione Calcio Torrese.
Po zakończeniu II wojny światowej w 1945 klub przyjął nazwę Ilva Torrese. W sezonie 1945/46 zajął 4.miejsce w grupie D Serie C, ale decyzją Federacji otrzymał awans do Serie B. W 1946 znów zmienił nazwę na Unione Sportiva Torrese. Po dwóch sezonach na drugim poziomie w 1948 spadł do Serie C, a w 1951 do regionalnej Promozione. Od 1952 do 1964 klub występował na czwartym lub piątym szczeblu rozgrywek, zaliczając spadki i awanse. W 1955 zmienił nazwę na Unione Sportiva Savoia, a w 1963 na Associazione Polisportiva Savoia. W sezonie 1964/65 zwyciężył w grupie F Serie D i awansował do Serie C. Ale po roku wrócił do Serie D, aby w 1970 jako Associazione Polisportiva Savoia 1908 znów awansować do Serie C. Po dwóch latach ponownie został zdegradowany do Serie D. Od 1972 do 1995 klub balansował pomiędzy czwartą a szóstą klasą. W 1978 przyjął nazwę do Associazione Calcio Savoia 1908. W sezonie 1998/99 zajął 5.miejsce w grupie B i awansował do Serie B, ale po roku został zdegradowany do Serie C, zwanej Serie C1. W sezonie 2000/01 zajął 6.miejsce w grupie B Serie C1, ale potem został zdyskwalifikowany za nieprawidłowości finansowe z lig zawodowych. W 2001 klub połączył się z Internapoli i przyjął nazwę Intersavoia. Następnie rozpoczął grę w regionalnej Eccellenza Campana, w 2002 awansował do Serie D, po czym zmienił nazwę na Società Sportiva Savoia. W 2004 przyjął nazwę Football Club Savoia 1908. W 2009 klub ponownie został zdegradowany do Eccellenza Campana. W 2010 po raz kolejny zmienił nazwę na Associazione Sportiva Dilettantistica Calcio Savoia, a w 2011 na Associazione Calcio Savoia 1908. W sezonie 2011/12 zwyciężył w grupie A i zdobył promocję do Serie D. W sezonie 2013/14 zwyciężył w grupie I Serie D i otrzymał promocję do Lega Pro. W 2015 spadł z powrotem do Serie D, po czym z powodu bankructwa został rozwiązany. Amatorski klub Campania Ponticelli przyjął nazwę Associazione Sportiva Dilettantistica Oplonti Pro Savoia i po wykupieniu miejsca ligowego od ASD Calcio Campania kontynuował tradycję klubu w regionalnej Eccellenza Campana.

## Sukcesy

### Trofea międzynarodowe
Nie uczestniczył w rozgrywkach europejskich (stan na 31-12-2016).

### Trofea krajowe
| \| \| Zdobyte trofea w rozgrywkach Włoch (stan na: 31-05-2017) \| |                                                          |      |                              |
| Rozgrywki                                                         | Osiągnięcie                                              | Razy | Sezon(y)                     |
| · Mistrzostwo                                                     | I miejsce                                                | 0    |                              |
| · Mistrzostwo                                                     | II miejsce                                               | 1    | 1923/24                      |
| · Mistrzostwo                                                     | III miejsce                                              | 1    | 1922/23 (finalista Lega Sud) |
| · Puchar                                                          | zdobywca                                                 | 0    |                              |
| · Puchar                                                          | finalista                                                | 0    |                              |
| · Puchar                                                          | 2 runda (1/64 f.)                                        | 1    | 1935/36                      |
| II liga                                                           | I miejsce                                                | 0    |                              |
| II liga                                                           | II miejsce                                               | 0    |                              |
| II liga                                                           | III miejsce                                              | 0    |                              |
| Włochy                                                            | Zdobyte trofea w rozgrywkach Włoch (stan na: 31-05-2017) |      |                              |

## Stadion
Klub rozgrywa swoje mecze domowe na stadionie Alfredo Giraud w Torre Annunziata, który może pomieścić 10750 widzów. Wcześniej występował na Campo Oncino.